# Mainneville
Mainneville – miejscowość i gmina we Francji, w regionie Normandia, w departamencie Eure.
Według danych na rok 1990 gminę zamieszkiwało 370 osób, a gęstość zaludnienia wynosiła 45 osób/km² (wśród 1421 gmin Górnej Normandii Mainneville plasuje się na 553 miejscu pod względem liczby ludności, natomiast pod względem powierzchni na miejscu 450).